# Calicnemia mukherjeei
Calicnemia mukherjeei – gatunek ważki z rodziny pióronogowatych (Platycnemididae).